# Ozola spilotis
Ozola spilotis är en fjärilsart som beskrevs av Edward Meyrick 1897. Ozola spilotis ingår i släktet Ozola och familjen mätare. Inga underarter finns listade i Catalogue of Life.